# Arbore (Sprache)
Arbore (auch Arbora, Arborie, Erbore oder Irbore genannt) ist eine Tieflandostkuschitische Sprache und wird von 10.320 Sprechern um den äthiopischen See Chew Bahir herum gesprochen. Sie ist die traditionelle Sprache der Arbore.